# Julia Mancusová
Julia Mancusová (* 9. března 1984 Reno, Nevada) je bývalá americká lyžařka v alpském lyžování, olympijská vítězka v obřím slalomu ze ZOH 2006 v Turíně, dvojnásobná stříbrná medailistka z mistrovství světa 2007 v Åre v superkombinaci a také v Super-G na MS 2011.
K únoru 2015 vyhrála sedm závodů světového poháru. Na ZOH 2010 ve Vancouveru získala dvě stříbrné medaile ve sjezd a kombinaci, čímž se stala držitelkou největšího počtu olympijských medailí mezi všemi americkými alpskými lyžařkami.

## Osobní život
Vyrostla v Lake Tahoe jako prostřední ze tří sester. Otec Ciro Mancuso je bývalý drogový boss a pašerák odsouzený za obchodování a pašování marihuany z Mexika a Thajska v hodnotě 140 milionů amerických dolarů na více než deset let. Rodiče se rozvedli roku 1992.
V roce 2000 vystudovala utahskou střední školu Winter Sports School v Park City. Bydlí v kalifornském v Olympic Valley.
V rámci reklamních kampaní nafotila také akty.
V tříletém partnerském vztahu byla do září 2013 s norským lyžařem Akselem Lundem Svindalem.

## Vítězství ve Světovém poháru
- 7 vítězství, z toho 3x sjezd, 2x Super G, 1x superkombinace, 1x paralelní slalom,
- 36x do třetího místa, z toho 12x sjezd, 15x Super-G, 5x obří slalom, 3x superkombinace, 1x paralelní slalom

| Datum             | Místo                  | Disciplína       |
| ----------------- | ---------------------- | ---------------- |
| 19. prosince 2006 | Val-d'Isère, Francie   | sjezd            |
| 14. ledna 2007    | Altenmarkt, Rakousko   | superkombinace   |
| 19. ledna 2007    | Cortina, Itálie        | Super G          |
| 3. března 2007    | Tarvisio, Itálie       | sjezd            |
| 16. března 2011   | Lenzerheide, Švýcarsko | sjezd            |
| 5. února 2012     | Garmisch, Německo      | Super G          |
| 21. února 2012    | Moskva, Rusko          | paralelní slalom |

## Konečné pořadí v sezónách SP
| Sezóna | věk    | celkové | slalom | obří slalom | Super G | sjezd | kombinace |
| ------ | ------ | ------- | ------ | ----------- | ------- | ----- | --------- |
| 2001   | 16 let | 113     | 55     | —           | 47      | —     | —         |
| 2002   | 17 let | 73      | —      | —           | 37      | 33    | 17        |
| 2003   | 18 let | 46      | 44     | —           | 25      | 27    | 5         |
| 2004   | 19 let | 55.     | 32.    | 58.         | 27.     | 42.   | —         |
| 2005   | 20 let | 9.      | 26.    | 7.          | 13.     | 10.   | 6.        |
| 2006   | 21 let | 8.      | 22.    | 11.         | 6.      | 11.   | 8.        |
| 2007   | 22 let | 3.      | 24.    | 4.          | 4.      | 2.    | 2.        |
| 2008   | 23 let | 7.      | 28.    | 5.          | 8.      | 7.    | 6.        |
| 2009   | 24 let | 27.     | 42.    | 17.         | 27.     | 24.   | 36.       |
| 2010   | 25 let | 20.     | —      | 28.         | 16.     | 9.    | 22.       |
| 2011   | 26 let | 5.      | 51.    | 9.          | 3       | 3.    | 8.        |
| 2012   | 27 let | 4.      | 50.    | 9.          | 2.      | 5.    | 22.       |
| 2013   | 28 let | 4.      | 33.    | 11.         | 2.      | 9.    | 6.        |
| 2014   | 29 let | 22.     | —      | 30.         | 14.     | 16.   | —         |